# Kytlická hornatina

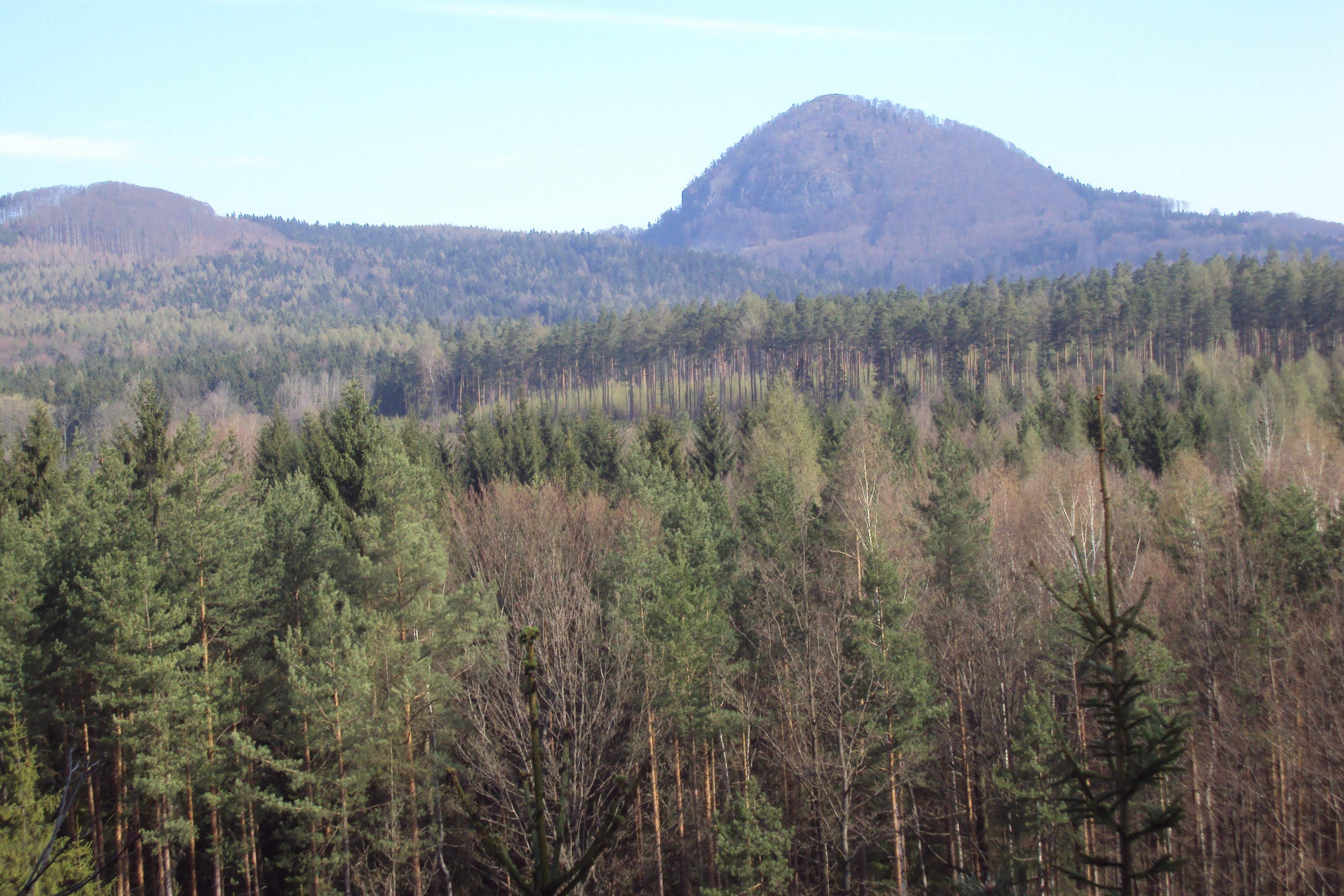
Nejjvyšší hora Klíčské hornatiny Klíč, zde od jihu

Kytlická hornatina je geomorfologický podcelek, nižší a menší část Lužických hor severně od České tabule, v okresech Děčín a Česká Lípa. Nejvyšší horou je 760 metrů vysoký Klíč na sever od Nového Boru, nejnižší část je ve výšce 330 metrů (říčka Kamenice).

## Členění

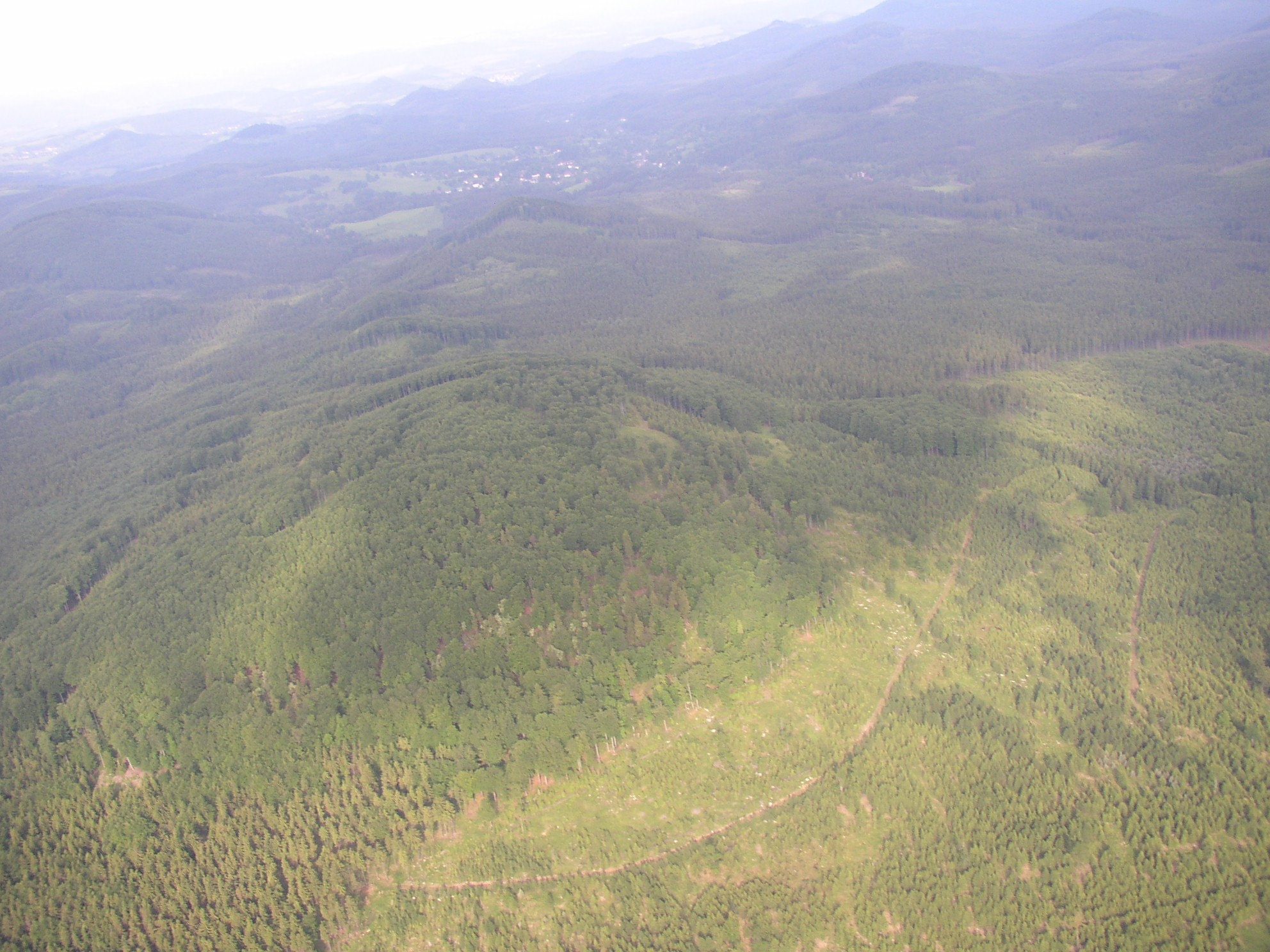
Letecký snímek Velkého Buku

Lužické hory na severu Čech jsou jedním z geomorfologických celků Krkonošské oblasti. Mají dva podcelky – vyšší Lužický hřbet na severozápadě a nižší Kytlickou hornatinu (dle Demka IVA-2B) v západní části Lužických hor. Rozloha Kytlické hornatiny je 90 km2.    
Kytlická hornatina se člení do dvou okrsků – vyšší, rozlehlejší Klíčské hornatiny (IVA-2B-a) a nižší Malé Chřibskokamenické kotliny (IVA-2B-b).

## Nejvyšší vrcholky
Uváděna nadmořská výška, nikoli převýšení. Uvedeny jsou vrcholy od 650 metrů, všechny jsou v Klíčské hornatině.
- Klíč, 760 m,
- Studenec, 737 m,
- Velký Buk, 736 m,
- Malý Buk, 713 m,
- Javor, 693 m,
- Velká Tisová, 693 m,
- Javorek, 686 m,

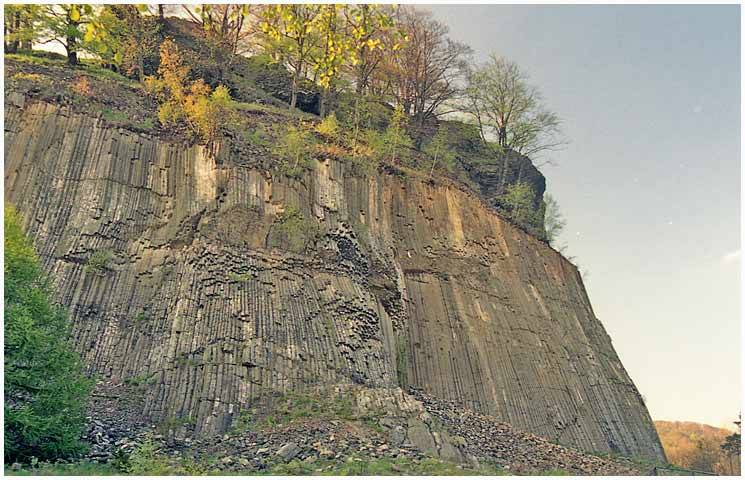
Vrchol kopce i památky Zlatý vrch

- Sokol, 669 m, (kopců Sokol je více)
- Medvědí vrch, 665 m,
- Rousínovský vrch, 660 m,
- Střední vrch, 657 m,
- Zlatý vrch, 656 m,
- Hřebec, 654 m,
- Popelová hora, 652 m

## Ochrana přírody
V oblasti Kytlické hornatiny působí zejména CHKO Lužické hory, menší část má na starost CHKO Labské pískovce.

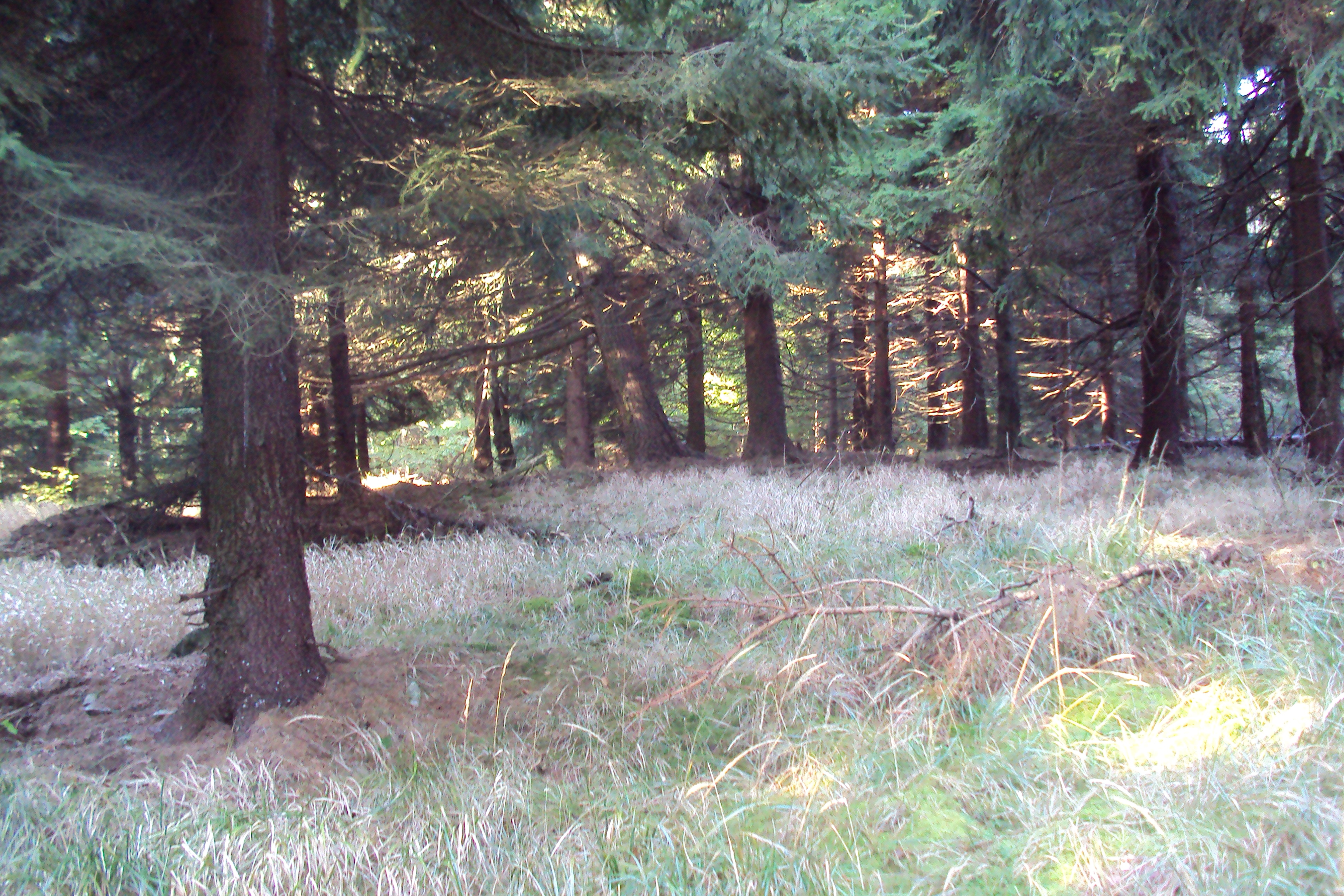
Zalesněný oblý vrchol Rousínovského kopce

Je zde několik přírodních památek a rezervací ( např. NPP Zlatý vrch) a řada naučných stezek (např. Naučná stezka Okolím Studence). 